# Austin Huggins
Pour les articles homonymes, voir Huggins.
Austin « Dico » Huggins est un footballeur christophien, devenu entraîneur, né le 19 janvier 1970. 
Il dirige le club de St. Paul's United évoluant dans le championnat christophien de football.

## Biographie

### Carrière internationale
Huggins joue en équipe nationale de Saint-Christophe-et-Niévès de 1993 à 2004 et marque 10 buts.
Auteur de trois buts en Coupe caribéenne des nations 1993 – dont un en demi-finale face à la Martinique – il dispute la finale de l'édition 1997, perdue 4-0 par son équipe face à Trinité-et-Tobago. Il participe aux phases finales des tournois de 1999 (pas de buts marqués) et 2001 (2 buts).
En outre, Huggins prend part aux qualifications pour les Coupes du monde de 1998, 2002 et 2006 (16 matches, 3 buts marqués).

#### Buts en sélection
| Buts en sélection d'Austin Huggins | Buts en sélection d'Austin Huggins | Buts en sélection d'Austin Huggins                               | Buts en sélection d'Austin Huggins | Buts en sélection d'Austin Huggins | Buts en sélection d'Austin Huggins | Buts en sélection d'Austin Huggins |
|                                    | Date                               | Lieu                                                             | Adversaire                         | Score                              | Résultat                           | Compétition                        |
| ---------------------------------- | ---------------------------------- | ---------------------------------------------------------------- | ---------------------------------- | ---------------------------------- | ---------------------------------- | ---------------------------------- |
| 1.                                 | 2 avril 1993                       | Warner Park, Basseterre (Saint-Christophe-et-Niévès)             | Îles Vierges britanniques          | 2-1                                | 5-1                                | CAR 1993                           |
| 2.                                 | 28 mai 1993                        | Jarrett Park, Montego Bay (Jamaïque)                             | Martinique                         | 1-1                                | 1-1                                | CAR 1993                           |
| 3.                                 | 30 mai 1993                        | Independence Park, Kingston (Jamaïque)                           | Trinité-et-Tobago                  | 2-3                                | 2-3                                | CAR 1993                           |
| 4.                                 | 30 avril 1995                      | Warner Park, Basseterre (Saint-Christophe-et-Niévès)             | Antigua-et-Barbuda                 |                                    | 1-1                                | CAR 1995                           |
| 5.                                 | 1er avril 1998                     | Warner Park, Basseterre (Saint-Christophe-et-Niévès)             | Îles Vierges britanniques          | 4-0                                | 4-0                                | CAR 1998                           |
| 6.                                 | 21 mars 2000                       | Warner Park, Basseterre (Saint-Christophe-et-Niévès)             | Îles Turques-et-Caïques            | 1-0                                | 6-0                                | QCM 2002                           |
| 7.                                 | 21 mars 2000                       | Warner Park, Basseterre (Saint-Christophe-et-Niévès)             | Îles Turques-et-Caïques            | 4-0                                | 6-0                                | QCM 2002                           |
| 8.                                 | 18 mai 2001                        | Marvin Lee Stadium, Macoya (Trinité-et-Tobago)                   | Cuba                               | 1-0                                | 1-1                                | CAR 2001                           |
| 9.                                 | 20 mai 2001                        | Larry Gomes Stadium, Arima (Trinité-et-Tobago)                   | Suriname                           | 2-0                                | 4-0                                | CAR 2001                           |
| 10.                                | 18 février 2004                    | Lionel Roberts Park, Charlotte Amalie (Îles Vierges américaines) | Îles Vierges des États-Unis        | 1-0                                | 4-0                                | QCM 2006                           |

NB : Les scores sont affichés sans tenir compte du sens conventionnel en cas de match à l'extérieur (St. Christophe-et-N. / Adversaire)

### Carrière d'entraîneur
Après avoir joué pendant 19 ans dans le club de Garden Hotspurs FC de Basseterre, il devient entraîneur de ce dernier. En 2011 il démissionne de son poste et prend les rênes du St. Paul's United. Trois ans plus tard, il emmène son nouveau club au titre de champion de Saint-Christophe-et-Niévès.

## Palmarès

### Palmarès de joueur
Avec le Garden Hotspurs FC:
- Champion de Saint-Christophe-et-Niévès en 2000-01.

Avec l'équipe de Saint-Christophe-et-Niévès:
- Finaliste de la Coupe caribéenne des nations en 1997.

### Palmarès d'entraîneur
Avec le St. Paul's United:
- Champion de Saint-Christophe-et-Niévès en 2013-14.